# Референдум в Казахстане (29 апреля 1995)
Республиканский референдум (каз. республикалық референдум) о продлении срока полномочий президента Казахстана на безальтернативной основе прошёл 29 апреля 1995 года. Президент поддержан 95,46 % избирателей, с явкой 91,21 %.

## Общие положения
Референдум проводился на основании вступающего в силу со дня опубликования Указа Президента Казахстана от 25 марта 1995 года № 2152 «О проведении 29 апреля 1995 года республиканского референдума». В соответствии с пунктом 2 данного указа на референдум выносился единственный вопрос: «Согласны ли Вы продлить до 1 декабря 2000 года срок полномочий Президента Республики Казахстан Н. А. Назарбаева, всенародно избранного 1 декабря 1991 года?». В результате референдума президентские полномочия Назарбаева продлены до 2000 года.
Институт референдумов в Казахстане имеет относительно краткую историю. Он был предусмотрен конституцией 1993 года; указом Президента «О республиканском референдуме» от 25 марта 1995 года порядок проведения референдума был конкретизирован. На основании этого указа были проведены два референдума — о продлении срока полномочий Президента и принятии новой Конституции. При этом состоянию на 29 апреля 1995 года закона, регулирующего проведения референдума в Республике Казахстан, не было, конституционный закон «О республиканском референдуме» принят только в ноябре 1995 года.

## Результаты
| Выбор                           | Голосов   | %     |
| ------------------------------- | --------- | ----- |
| За                              | 7,932,834 | 95,46 |
| Против                          | 312,156   | 3,76  |
| Недействительные бланки/ голоса | 64,647    | 0,78  |
| Всего                           | 8,309,637 | 100   |